# Der Oberst und ich
Der Oberst und ich (Originaltitel: Mon colonel) ist ein vor dem historischen Hintergrund des Algerienkriegs spielender Kriminalfilm aus dem Jahr 2006, der in französisch-belgischer Koproduktion entstand. Als literarische Vorlage diente der gleichnamige Roman von Francis Zamponi.

## Handlung
Frankreich 1993: Raoul Duplan, ein Oberst im Ruhestand, wird von einem Unbekannten in seinem Haus erschossen. Die Polizei ist ratlos und findet lediglich Hinweise, die auf eine Luger als Tatwaffe schließen lassen. Dass Duplan kurz vor seinem Tod einen kontroversen Auftritt in einer Fernsehsendung hatte, in der er sich negativ über Politiker wie Charles de Gaulle äußerte und Algerien als Staat infrage stellte, macht die Ermittlungen nicht einfacher. Die Polizei und das Verteidigungsministerium erhalten jeweils einen anonymen Brief, der neben einem kryptischen Hinweis und der Abbildung einer Pistole mehrere kopierte Tagebuchseiten enthält. Die junge Offizierin Galois, die mit der Untersuchung des Falls beauftragt wird, beginnt, die Tagebuchseiten zu studieren:
Der junge Oberleutnant Guy Rossi, der sich freiwillig zum Militärdienst gemeldet hat, kommt Mitte der 1950er Jahre in Saint Arnaud im unter französischer Kolonialherrschaft stehenden Algerien an, wo er als Rechtsberater seinen Dienst unter dem Kommando von Oberst Duplan antreten soll. Um öffentlich zu demonstrieren, militärisch alles unter Kontrolle zu haben, veranstaltet Duplan ein Picknick mit französischen Zivilisten und algerischen Würdenträgern vor antiken Ruinen aus der Römerzeit. Wie einst den Römern und später den Christen obliege es nun den Franzosen, aus dem unzivilisierten Algerien ein blühendes Land zu machen, so Duplan. Gegenüber Rossi gibt Duplan später zu, dass die Lage ernst sei und man sich in einem modernen Revolutionskrieg befinde.
Während Oberleutnant Galois, die ihren Vorgesetzten regelmäßig Bericht erstattet, immer mehr Kapitel des Tagebuchs zugespielt werden, verhört Kommissar Quitard eine Reihe von Männern, die mit Duplans Vergangenheit in Verbindung stehen. Wie aus Rossis Tagebuch hervorgeht, war Duplan seinerzeit entschlossen, mit allen Mitteln gegen algerische Rebellen vorzugehen, und schreckte dabei auch vor illegalen Methoden nicht zurück:
Rossi, der aus idealistischer Überzeugung auf die Befriedung Algeriens hofft, steht immer häufiger Duplans gnadenlosem Vorgehen zur Wiederherstellung der Ordnung gegenüber. Weil algerische Einheimische ihre Ausweise verbrannt haben, um es den Franzosen zu erschweren, die Rebellen ausfindig zu machen, veranlasst Duplan eine Volkszählung und sperrt ohne die Erlaubnis des Unterpräfekten das gesamte Stadtgebiet ab. Vom örtlichen Polizeichef Reidacher erfährt Rossi derweil, dass viele Einheimische den Rebellen Schutzgeld zahlen müssen. Als die Einheimischen in einen Streik treten und ihre Geschäfte schließen, lässt Duplan einen Panzer auf das Geschäft von Omar Bouamari schießen, um ein Exempel zu statuieren und so die Öffnung der Läden zu erzwingen.
Nachdem Hauptfeldwebel Schmelk und dessen Männer aus einem Hinterhalt heraus von Rebellen getötet wurden, lässt Duplan als symbolischen Akt mehrere Leichen von Rebellen öffentlich zur Schau stellen. Als Gerüchte von einem bevorstehenden Bombenanschlag der Rebellen aufkommen, will Duplan auch mittels Folter an Informationen herankommen. Zusammen mit Hauptmann Roger soll Rossi, der in den Augen von Duplan weder zum Kämpfer noch zum Anführer taugt, die Verhöre von Gefangenen durchführen. Eine Reihe von Ladenbesitzern, die im Verdacht stehen, die Rebellen zu unterstützen, wird festgenommen. Im Austausch von Informationen macht Rossi jeden von ihnen zum Chef ihres Quartiers, worauf sich die Männer jedoch nur widerwillig einlassen.
Rossi freundet sich in der Folgezeit mit dem Lehrer René Ascencio an, der als überzeugter Linker der französischen Kolonialherrschaft kritisch gegenübersteht. Als die Rebellen ihren geplanten Bombenanschlag verüben, bei dem mehrere Menschen ums Leben kommen, verliert Ascencio seinen linken Arm. Hauptmann Roger und Rossi verhören Ben Miloud, der für das Quartier, wo der Anschlag stattgefunden hat, zuständig ist. Unter der Androhung ins Gefängnis zu kommen, verrät Miloud Omar Bouamari als Kontaktmann der Rebellen. Mittels Wasserfolter und Elektroschocks wird schließlich auch Omar Bouamari ein Geständnis abgerungen. Rossi kann die Folterungen kaum ertragen. Duplan lässt sich jedoch weder von Rossis Einwänden noch von der Missbilligung durch General Bibendum in seinem Vorgehen beeinflussen.
Weil Rossi bei einer von Duplan veranlassten öffentlichen Hinrichtung eines Rebellen vor aller Augen davonrennt, wird er für eine Woche beurlaubt. In Constantine trifft er sich mit Ascencio, dem er sich schließlich anvertraut. Zurück in Saint Arnaud soll Rossi bei der nächsten Hinrichtung eines Rebellen das Erschießungskommando befehligen. Rossi weigert sich jedoch und gerät zusätzlich in Bedrängnis, als sich herausstellt, dass Ascencio mit den Rebellen kollaboriert und er durch seine Freundschaft mit ihm unwissend zum Verräter geworden ist. Um sich zu rehabilitieren, soll er Ascencio Falschinformationen zukommen lassen und so für Unruhen unter den Rebellen sorgen.
Zurück in der Gegenwart wird nach Polizeichef Reidacher und Hauptmann Roger auch Ascencio im Beisein von Galois von der Polizei verhört. Rossi sei seit seinem letzten Treffen mit ihm verschollen. Nach Duplans Fernsehauftritt habe sich Ascencio an ein Paket von Rossi erinnert, das er im Fall von Rossis Tod dessen Vater zukommen lassen sollte. Seinem Tagebuch zufolge weigerte sich Rossi auch nach einem weiteren blutigen Anschlag der Rebellen, Duplans Befehlen Folge zu leisten, weshalb er kurz vor seinem mysteriösen Verschwinden das für seinen Vater bestimmte Paket mit seinen Aufzeichnungen Ascencio zukommen ließ. Galois und ihr Vorgesetzter, Major de Villedieu, fahren zu Rossis Vater, der offen zugibt, die anonymen Briefe verschickt und Duplan erschossen zu haben. Er habe darunter gelitten, nicht zu wissen, was mit seinem Sohn passiert sei. Dessen Mutter sei aus Kummer darüber bereits gestorben. Anhand des vor kurzem erhaltenen Tagebuchs habe der Vater erahnen können, dass sein Sohn die Seiten gewechselt und deshalb sein Leben verloren habe. Er habe Duplan deshalb zunächst zur Rede gestellt. Als dieser keinerlei Reue gezeigt und Rossi als Verräter und Feigling beschimpft habe, sei Rossis Vater nach Hause gefahren, um seine Waffe zu holen und Duplan zu erschießen. Sich seines Verbrechens bewusst, will Rossis Vater auf die Polizei warten. Traurig fährt Galois mit ihrem Vorgesetzten zurück.

## Hintergrund

### Vorproduktion und Besetzung
Der Oberst und ich war der erste Langfilm und der bisher einzige Kinofilm, den der vor allem als Regieassistent tätige Laurent Herbiet (* 1961) eigenständig inszenierte. Als Inspirationsquelle diente der mit dem Goldenen Löwen prämierte Antikriegsfilm Schlacht um Algier (1966) von Gillo Pontecorvo, der in Frankreich zunächst verboten war. Das Drehbuch, das nach einem 1999 veröffentlichten Roman von Francis Zamponi entstand, schrieben Jean-Claude Grumberg und Costa-Gavras, der den Film zusammen mit seiner Frau Michèle Ray-Gavras, Salem Brahimi und den belgischen Filmemachern Jean-Pierre und Luc Dardenne auch produzierte. Als Kameramann wurde Patrick Blossier verpflichtet, der bereits mehrfach mit Costa-Gavras zusammengearbeitet hatte.
Im Jahr 2003 wurde die Rolle des Obersts Olivier Gourmet angeboten, der sofort zusagte und daraufhin 27 Kilogramm für die Rolle abnahm. Der Schauspieler Mathieu Kassovitz wiederum zeigte nach dem Lesen des Drehbuchs großes Interesse an der Rolle des Leutnants Guy Rossi. Ehe jedoch die Produktion des Films ins Rollen kam, war Kassovitz anderweitig verpflichtet, sodass Robinson Stévenin die Rolle erhielt. Costa-Gavras’ Sohn Alexandre Gavras sowie Jean-Claude Grumbergs Tochter Olga Grumberg kamen in kleinen Nebenrollen zum Einsatz.

### Dreharbeiten

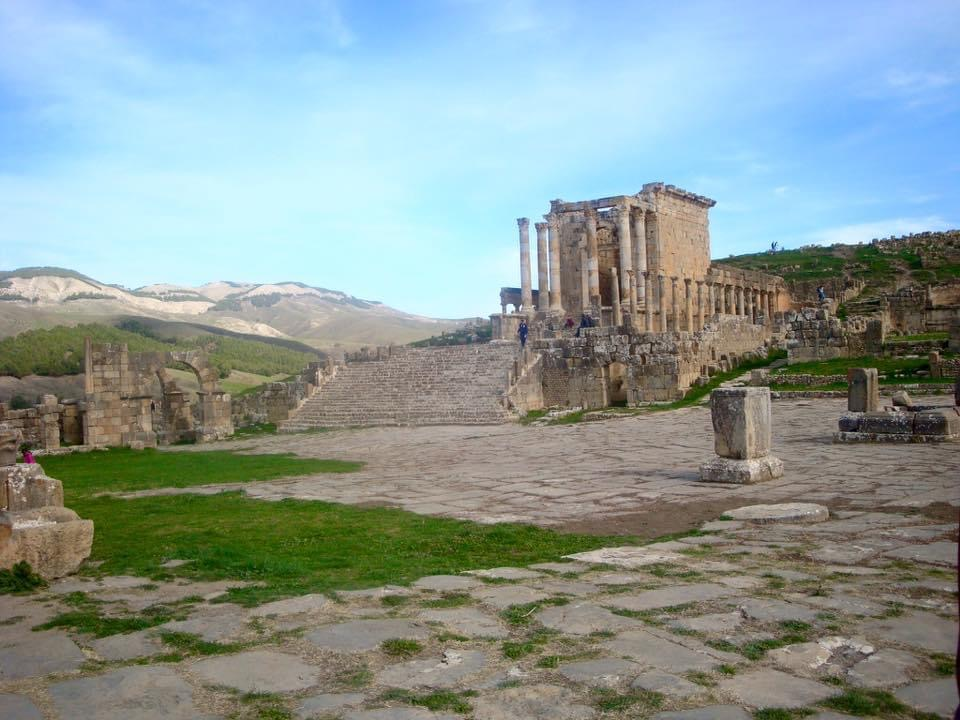
Die Ruinenstadt Djémila, ein Drehort des Films

Die Dreharbeiten fanden größtenteils in Algerien und Paris statt. Die Aufnahmen, die das französische Verteidigungsministerium zeigen, entstanden im Palais du Luxembourg, dem Sitz des französischen Senats. Um in Algerien drehen zu können und nicht auf Tunesien oder Marokko ausweichen zu müssen, wo sich die Architektur deutlich von der Algeriens unterscheidet, wartete man zwei Jahre mit den Dreharbeiten, bis die politische Lage in Algerien einen Dreh zuließ. Als Drehorte dienten dort die Städte Blida, Constantine, Sétif und Kherrata sowie die antike Ruinenstadt Djémila.
Die zahlreichen dort entstandenen Rückblenden des Films, die im Algerien der 1950er Jahre spielen, wurden dabei in Schwarz-Weiß gedreht, um sie auf diese Weise deutlich von den in Farbe gedrehten Szenen abzuheben, die in Frankreich im Jahr 1993 spielen, und es so auch dem Zuschauer einfacher zu machen, sich zeitlich zurechtzufinden. Als Szenenbildner kamen Alexandre Bancel und Ramdane Kacer zum Einsatz. Die Kostüme entwarf Edith Vesperini. Als Budget standen dem Film 5,2 Millionen Euro zur Verfügung. Nach Ende der Dreharbeiten begannen die Produzenten des Films Costa-Gavras, Ray-Gavras und Brahimi mit der Produktion eines weiteren Films über den Algerienkrieg: Mehdi Charefs Cartouches gauloises.

## Rezeption

### Veröffentlichung
Herbiets Film feierte am 11. September 2006 auf dem Toronto International Film Festival seine Premiere, der weitere Aufführungen auf internationalen Filmfestivals folgten. Am 15. November 2006 lief er in den französischen Kinos an, wo er lediglich von etwas mehr als 35.000 Zuschauern gesehen wurde. In Deutschland wurde er zum ersten Mal am 22. Oktober 2009 auf Arte im Fernsehen gezeigt.

### Kritiken
Für das Lexikon des internationalen Films war Der Oberst und ich ein „bemerkenswerte[s], gut gespielte[s] Filmdebüt“, das zwischen der Krimihandlung und dem Algerienkrieg eine „souveräne Verschränkung der Zeitebenen“ bewerkstelligt habe. TV Spielfilm fand, dass „die Rahmenhandlung eher langweilt“, der Film jedoch „eines der dunkelsten Kapitel der französischen Geschichte“ in den Fokus rücke und dabei auch „Parallelen zur Situation im Irak oder Guantanamo Bay“ herstelle. Zusammengefasst handle es sich um eine „Geschichtsstunde, die zum Nachdenken anregt“. Prisma zufolge habe Regisseur Laurent Herbiet mit seinem Debütfilm ein „packende[s] Werk“ abgeliefert und dabei „gekonnt und schonungslos eine moderne Mordgeschichte mit den in schwarzweiß gehaltenen historischen Geschehnissen [verknüpft]“.
Für Le Parisien handelte es sich um einen „intensiven und packenden Film von Anfang bis Ende“, der „bemerkenswert inszeniert“ sei. Le Monde wies darauf hin, dass Der Oberst und ich nach Philippe Faucons Der Verrat der bereits zweite Film aus dem Jahr 2006 sei, der den Algerienkrieg zum Thema habe. Laurent Herbiets Film sei zwar in seinem Aufbau „zu schematisch“, könne aber dennoch überzeugen. Während die im Jahr 1993 spielende Rahmenhandlung unter einer eingeschränkten Wirklichkeit leide, seien die Rückblenden von „einer optimalen realistischen Darstellung“ gekennzeichnet. Der Regisseur habe in seinem Film eine kriegstypische Atmosphäre geschaffen und dabei „mit unerbittlicher Klarheit“ veranschaulicht, wie selbst der gewissenhafteste Soldat zum Folterer werden könne. Dass die im Film gezeigte Vergangenheit zum Verständnis seiner Gegenwart beitrage, sei jederzeit offensichtlich, schrieb L’Express, aber nicht unbedingt auf inspirierte Art und Weise. Man beklage sich zwar, nicht genügend Filme über den Algerienkrieg gesehen zu haben, doch umwehe Der Oberst und ich dennoch „ein Hauch von Déjà-vu“. Dies liege am Drehbuch, „das auf Schuldgefühlen beruht und die politischen Verstrickungen zu oberflächlich umreißt“.
Robert Koehler von Variety fand, der Film sei „zu steif konzipiert, um mehr als nur eine höfliche Erinnerung an menschliche Grausamkeit gegen die Menschheit zu sein“. Der auf klassische Weise inszenierte und geradlinig gespielte Film dürfte dennoch sein Publikum in Europa finden. Koehler attestierte den beiden Hauptdarstellern Olivier Gourmet und Robinson Stévenin „außergewöhnlich starke Vorstellungen“. Als eine der ersten französischen Produktionen, die die lange tabuisierten Verbrechen durch das französische Militär in Algerien als Thema aufgegriffen hätten, komme der Film jedoch „mit einer abstumpfenden, auf Fakten basierenden Empfindsamkeit und einem kühlen Stil“ daher, der mögliche fesselnde Momente nicht zustande kommen lasse.
Dass Leutnant Rossi kritisch gegenüber dem Krieg sei, sich aber dennoch freiwillig zum Militärdienst gemeldet habe, sei ein „zentraler Widerspruch“ und werde „nie hinreichend beleuchtet“, merkte Koehler ebenfalls kritisch an. Als „stärkste Komponente des Films“ bezeichnete Koehler die Dialoge zwischen Rossi und Oberst Duplan, der als Figur „eines Joseph Conrad würdig“ sei. Die Szenen der gegenwärtigen Polizeiermittlungen, die „durch mehrere nervige Cuts“ zur Briefe lesenden Offizierin Galois hervorgehoben worden seien, hätten vielleicht auf dem Papier funktioniert, jedoch dem Film mit der Zeit seine Wirkung entzogen und „ihn auf einen eher banalen Krimi reduziert“. Die härtesten im Film gezeigten Maßnahmen des Obersts seien, wohl aus Rücksicht auf sensible Zuschauer, „milde inszeniert“ und „weit entfernt von den quälenden Folterszenen“, wie sie etwa ein Jean-Luc Godard in Der kleine Soldat schon 45 Jahre zuvor gezeigt habe. Der Wechsel von Farb- und Schwarz-Weiß-Szenen zur Unterscheidung von Gegenwart und Vergangenheit sei etwas zu offensichtlich. Die Filmmusik von Armand Amars sei wiederum „ein würdiges Beispiel für Untertreibung“.

### Auszeichnungen
Der Film lief auf mehreren Filmfestivals im Rennen um Jury- und Publikumspreise, wie etwa auf dem Toronto International Film Festival, dem Dubai International Film Festival, dem Cinemed in Montpellier, dem Festival international de cinéma Vues d’Afrique oder dem Festival du film de Sarlat, wo er schließlich mit dem Prix Aquitaine ausgezeichnet wurde. Beim 1. Internationalen Filmfestival von Rom war der Film bzw. Regisseur Laurent Herbiet zudem für den Spezialpreis der Jury und in den Kategorien Bestes Erstlingswerk, Bester Film und Bestes Nachwuchstalent nominiert.